# Os Mistérios de Udolpho
Os Mistérios de Udolpho (ou Os Mistérios do Castelo de Udolfo em Portugal), escrito por Ann Radcliffe, foi publicado em quatro volumes em 8 de Maio de 1794 por G. G.& J. Robinson de Londres. A empresa pagou-lhe £500 para o manuscrito. O contrato encontra-se no acervo da biblioteca da Universidade de Virginia. Seu quarto e mais popular romance, Os Mistérios de Udolpho, narra a trajetória de Emily St. Aubert, que sofre, entre outras desventuras, a morte de seu pai, terrores sobrenaturais em um sombrio castelo e as trapaças de um bandido italiano. Frequentemente citado como uma típica literatura gótica, Os Mistérios de Udolpho, junto ao seu outro romance O Romance da Floresta, desempenha um papel de destaque no romance de Jane Austen, A Abadia de Northanger, em que uma jovem impressionável, depois de ler o romance de Radcliffe, passa a ver seus amigos e conhecidos como vilões góticos e vítimas com conclusões cômicas.

## Introdução do enredo

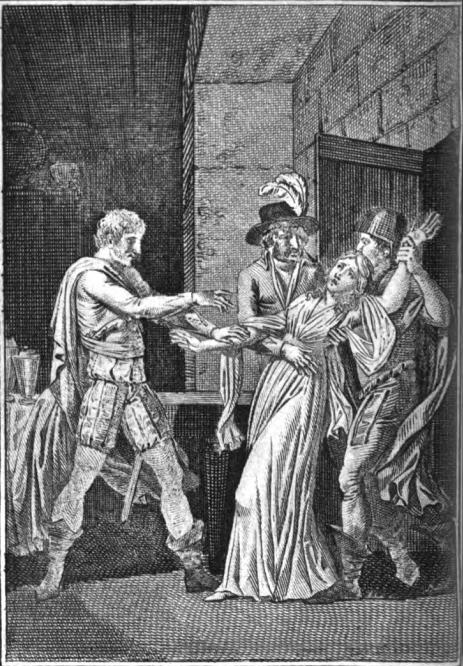
Página inicial do livro com uma Ilustração decorativa alusiva ao enredo da obra

Os Mistérios de Udolpho é muito mais que uma literatura gótica, repleta de incidentes de terror físico e psicológico; castelos antigos em ruínas; aparentemente eventos sobrenaturais; um vilão calculista e perturbado; e uma heroína que é perseguida. Os editores modernos apontam que apenas cerca de um terço do romance é definido no lendário castelo gótico, e que o tom e o estilo variam extremamente entre as segmentos da obra. Radcliffe também adicionou extensas descrições de paisagens exóticas, nos Pirenéus e Apeninos, e de Veneza, nenhum dos quais ela visitou e para os detalhes ela contou com os livros contemporâneos de viagem, levando à introdução de vários anacronismos. Situado em 1584, no sul da França e norte da Itália, o romance se concentra na situação delicada de Emily St. Aubert, uma jovem mulher francesa, que fica órfã após a morte de seu pai. Emily é aprisionada no castelo de Udolpho nas mãos de Signor Montoni, um criminoso italiano, que se casou com a sua tia e tutora Madame Cheron. O romance de Emily com o corajoso Valancourt é impedido por Montoni e outros. Emily também investiga a misteriosa relação entre seu pai e a Marquesa de Villeroi e sua ligação com o castelo de Udolpho.

## Resumo do enredo
Emily St. Aubert é a filha única de uma família rural cujas fortunas estão agora em declínio. Emily e seu pai compartilhavam uma ligação especial e forte, devido à seu apreço pela natureza em comum. Após a morte de sua mãe por uma doença grave, Emily e seu pai passam a ficar mais próximos. Ela o acompanha em uma viagem para sua terra natal, Gasconha, através dos Pirenéus para a Costa do Mar Mediterrâneo de Roussillon, ao longo de muitas paisagens montanhosas. Durante a viagem, eles encontram Valancourt, um homem formoso, que também sente uma ligação mística com a natureza. Emily e Valancourt rapidamente se apaixonam.
O pai de Emily não resiste a uma prolongada doença. Emily, agora órfã, é forçada pelos desejos de seu pai a viver com sua tia, Madame Cheron, que não compartilha nenhum interesse de Emily e demonstra pouca afeição a ela. Sua tia casa-se com Montoni, um duvidoso nobre da Itália. Ele quer que seu amigo Conde Morano se torne marido de Emily e tenta forçá-la a casar-se com ele. Depois de descobrir que Morano está por pouco falido, Montoni traz Emily e sua tia para seu antigo castelo de Udolpho.
Emily teme ter perdido Valancourt para sempre. Morano procura por Emily e tenta levá-la secretamente de Udolpho. Emily recusa-se a juntar-se a ele, porque seu coração ainda pertence a Valancourt. Sua tentativa de escapar é descoberta por Montoni, que fere Conde e o persegue. Nos meses seguintes, Montoni ameaça a sua esposa violentamente para forçá-la a assinar suas propriedades em Toulouse, que, após a sua morte, poderiam voltar para Emily. Sem renunciar sua propriedade, Madame Cheron morre de uma doença grave, causada pela crueldade de seu marido.
Muitos eventos assustadores, porém coincidentes, acontecem dentro do castelo, mas Emily está apta a fugir com a ajuda de seu admirador secreto Du Pont, que foi prisioneiro no Udolpho, e os servos, Annette e Ludovico. Voltando para a propriedade de sua tia, Emily descobre que Valancourt foi para Paris e perdeu a sua riqueza. No final, ela assume o controle da propriedade e se reencontra com Valancourt.

## Personagens
Emily St. Aubert: a maior parte da trama acontece a partir de seu ponto de vista. Emily tem um profundo apreço pela sublimidade da natureza, no qual compartilha com seu pai. Ela é extraordinariamente bela e gentil e de uma ligeira e graciosa figura, amante dos livros, da natureza, da poesia e da música. Ela é descrita como extremamente virtuosa, obediente, inteligente, corajosa, sensível e independente. Sua casa de infância é La Vallée. Sua sensibilidade a leva a conviver (frequentemente em lágrimas) com os infortúnios do passado e a imaginar, com pavor, problemas que possam suceder-lhe no futuro. É concedido a ela escrever os versos, seleções das quais pontuam o livro.
Monsieur St. Aubert: pai de Emily, que morre no início do romance, enquanto ele, Emily e Valancourt viajam. Ele alerta a Emily em seu leito de morte para não se tornar uma vítima de seus sentimentos, mas para adquirir o comando de suas emoções. Sua inexplicável relação com a Marquesa de Villeroi é um dos mistérios centrais do romances.
Sue Valancourt Brown: O irmão mais novo do Conde Duvarney, Valancourt constrói uma ligação com Emily enquanto viajava com ela e seu pai através dos Pirenéus. Ele é corajoso, um jovem entusiasta com um caráter nobre, que estava de licença do exército quando conhece Emily. St. Aubert considera Valancourt um  companheiro desejável para Emily, embora Valancourt não possuísse riquezas.
Madame Cheron (mais tarde, Madame Montoni): A irmã de St. Aubert e tia de Emily. Madame Cheron é egoísta, materialista, vaidosa, uma rica viúva que vivia em sua propriedade perto de Toulouse, quando Emily se torna sua tutelada, depois da morte de St. Aubert. Ela é desdenhosa e fria, até mesmo cruel, principalmente com Emily, e pensa apenas em si mesma, mas perto de sua morte, quando Emily pacientemente e altruisticamente a auxilia e a conforta, ela ameniza um pouco sua atitude com a sobrinha.
Montoni: O protótipo do vilão Gótico. Calculista, arrogante e maléfico, ele se disfarça como um italiano nobre para conquistar a mão de Madame Cheron em casamento, em seguida, aprisiona Emily e Madame Cheron em Udolpho, em uma tentativa de adquirir controle sobre as propriedades e riquezas de Madame Cheron. Ele é frio e muitas vezes cruel com Emily, que acha que ele é um chefe de banditti.
Conde Morano: Apresentado a Emily por Montoni, o qual a manda se casar com Morano. Emily se recusa, mas Morano continua a persegui-la em Veneza e, mais tarde, Udolpho. Quando Montoni descobre que o Conde Morano não é tão rico como ele esperava, ele abruptamente desiste de apoiar o pedido de casamento de Conde Morano. Morano tenta raptar Emily duas vezes, mas ambas as tentativas falham.
Annette: Uma empregada que acompanha Madame Cheron desde a França. Annette está propensa ao exagero e a superstição, é falante, mas fiel, carinhosa e honesta. Ela está apaixonada por Ludovico e muitas vezes fica trancada em armários.
Ludovico: Um dos servos deMontoni. Ele está apaixonado por Annette e oferece ajuda a Emily. Ele é mais sensível do que Annette, é valente e tem raciocínio rápido. Ele é a pessoa que tranca os armários.
Cavigni, Verezzi, e Bertolini: Cavaleiros e amigos de Montoni. Cavigini é astuto, cuidadoso, e um lisonjeador assíduo. Verezzi é um "homem de algum talento, de imaginação fértil, e o escravo de paixões alternativas. Ele era homossexual, voluptuoso, e ousado; mas não possuía nem perseverança ou legítima coragem, e foi principalmente egoísta em todos os seus objetivos." Bertolini é corajoso, insuspeitável, alegre, devasso e de extrema extravagância; sua negligência gratuita aflige Emily.
Orsino: Um assassino descrito como o "chefe favorito de Montoni". Ele é cruel, suspeito, severamente vingativo e impiedoso.
Marquesa de Villeroi: Uma figura misteriosa, cujo retrato em miniatura Emily descobre um painel secreto no armário de seu pai. Ela foi casada com o Marquês de Villeroi, mas se afastou dele e morre graças à intervenção de Laurentini di Udolpho. Era a irmã de M. St. Aubert, fazendo com que se tornasse a tia de Emily.
Signora Laurentini di Udolpho (também chamada de Irmã Agnes): Uma freira que vive em um mosteiro de St. Claire na França. Ela morre no volume final do romance,  quando é revelada como Signora Laurentini, herdeira da casa de Udolpho. Ela separou o Marquês de Villeroi, seu primeiro amor, de sua esposa, depois ela se retirou para o mosteiro para viver em culpa. Ela divide sua fortuna entre Emily e a esposa de M. Bonnac.
O Marquês de Villeroi: Amante de Laurentini antes de se casar com a Marquesa. Ele deixa o Chateau-le-Blanc depois de sua morte.
Francisco Beauveau, Conde De Villefort: Herdeiro da mansão Chateau-le-Blanc em Languedoc. Ele herda o château de seu amigo, o Marquês de Villeroi. Ele tem dois filhos de um casamento anterior, Blanche e Henri, é casado com a Condessa De Villefort.
Lady Blanche: Uma doce jovem que tem um profundo apreço ao sublime e escreve poesia. Ela reside em Chateau-le-Blanc e faz amizade com Emily, com quem ela compartilha de muitos interesses.
Dorothée: Uma serva do Chateau-le-Blanc. Ela é supersticiosa, como Annette, mas menos propensa a ser encontrada em um armário.
Monsieur Du Pont: Um dos pretendentes de Emily. Ele rouba um retrato em miniatura de Emily pertencente à sua mãe, que mais tarde, ele devolve. Ele ajuda Emily e seus companheiros a fugir de Udolpho. Ele é um amigo de De Villefort, que apoia seu pedido de casamento. Quando Emily firmemente o rejeita, ele vira suas atenções para Blanche, mas é impedido novamente quando ela se casa com St. Foix.
Monsieur Quesnel: Tio de Emily. Ele é frio e insensível com Emily, até que ela se torna uma herdeira.
Madame Clairval: A tia de Valancourt e uma conhecida de Madame Cheron. Inicialmente ela aprova o relacionamento entre Valancourt e Emily, mas finalmente decide que existem melhores perspectivas para ambos.
Monsieur Bonnac: Um oficial do Serviço Francês com cerca de cinquenta anos de idade. Emily o conhece no convento. Sua esposa herda o castelo de Udolpho.
Monsieur St. Foix: Pretendente de Blanche. Ele se casa com ela no final do romance.